# Munggangsari (Ngadirejo)
Munggangsari is een bestuurslaag in het regentschap Temanggung van de provincie Midden-Java, Indonesië. Munggangsari telt 1109 inwoners (volkstelling 2010).